# Laurel Hell
Laurel Hell — шестой студийный альбом японо-американской инди-рок певицы и автора песен Mitski, вышедший 4 февраля 2022 года на лейбле Dead Oceans. Продюсером выступил Патрик Хайленд, работавший над Be the Cowboy. В поддержку альбома выпустили четыре сингла: «Working for the Knife», «The Only Heartbreaker», «Heat Lightning» и «Love Me More». Также планируется тур по Северной Америке и Европе.

## Предыстория
Пятый альбом Мицки, Be the Cowboy, был издан в августе 2018 года и получил признание критиков, многие из которых назвали диск лучшим в году. В сентябре 2019 года она отыграла свой «возможно последний концерт» в Центральном парке Нью-Йорка, заявив, что «пришло время жить по-человечески и наконец найти своё место». Певица не планировала прекратить сочинять музыку, но «чувствовала, что если не уйду сейчас, то рано или поздно моя самооценка будет зависеть от того, остаюсь ли я в игре или нет».
Мицки начала писать материал для альбома в 2018 году и записала его во время режима самоизоляции из-за распространения COVID-19. Певица описала работу как «саундтрек к перевоплощению, некую карту к месту, где уязвимость и стойкость, печаль и восторг, заблуждения и превосходство уживаются с нашей человечностью — эти качества и чувства достойны принятия и, безусловно, любви». Мицки сочиняла «любовные песни об отношениях, в которых нет места борьбе за власть». Она задумывала, что песни Laurel Hell помогут ей «простить и других, и себя. <…> Я нуждалась в пространстве, нейтральной зоне для себя».

## Композиции
«The Only Heartbreaker» стала первой песней в дискографии Мицки, написанной в соавторстве — с Дэном Уилсоном из Semisonic. Композиция, навеянная творчеством a-ha, рассказывает о «человеке, вечно разрушающем свои отношения — тот самый «негодяй», в котором все видят виноватого». Мицки подчёркивала: «Возможно, причина тому, что вы вечно совершаете ошибки, это то, что вы единственный, кто пытается сделать хоть что-то». Хотя «Love Me More» была написана до начала пандемии COVID-19, открывающая её строчка «Если я буду сидеть дома, / То не совершу ту же ошибку», по словам певицы, приобрела дополнительное значение именно из-за самоизоляции, во время которой «некоторые настроения [трека] усилились». Композиция перезаписывалась несколько раз: «Она получалось то слишком медленной, то очень быстрой, а в какой-то момент превратилась в классическую песню кантри». Пересмотрев «Изгоняющего дьявола» (1973), Мицки решила поэкспериментировать с остинато в припеве под влиянием Tubular Bells Майка Олдфилда, прозвучавшей в фильме.

## Продвижение
4 октября 2021 года Мицки объявила о выпуске первого сингла в поддержку альбома, «Working for the Knife», на следующий день. Оператором музыкального видео выступила Эшли Коннор, номинатка на премию «Независимый дух», а режиссёром — Зия Энгер. Съёмки прошли в концертном зале The Egg в Олбани, Нью-Йорк. «The Only Heartbreaker» выпустили вторым синглом 9 ноября того же года.

## Список композиций
Все песни из альбома, которые написаны Мицки Мияваки
| №                   | Название                       | Длительность |
| ------------------- | ------------------------------ | ------------ |
| 1.                  | «Valentine, Texas»             | 2:35         |
| 2.                  | «Working for the Knife»        | 2:38         |
| 3.                  | «Stay Soft»                    | 3:16         |
| 4.                  | «Everyone»                     | 3:47         |
| 5.                  | «Heat Lightning»               | 2:51         |
| 6.                  | «The Only Heartbreaker»        | 3:04         |
| 7.                  | «Love Me More»                 | 3:32         |
| 8.                  | «There's Nothing Left for You» | 2:52         |
| 9.                  | «Should've Been Me»            | 3:11         |
| 10.                 | «I Guess»                      | 2:15         |
| 11.                 | «That's Our Lamp»              | 2:24         |
| Общая длительность: | Общая длительность:            | 32:35        |

Бонус-треки (Rough Trade)
| №   | Название                          | Длительность |
| --- | --------------------------------- | ------------ |
| 12. | «Valentine, Texas (Демо версия)»  |              |
| 13. | «Love Me More (Демо версия)»      |              |
| 14. | «Stay Soft (Акустическая версия)» |              |
| 15. | «Glide»                           |              |